# Sébastien Col
Sébastien Col est un marin français, barreur du Défi français pour l'America's cup 2007 et membre de l'équipe de France de match racing. Licencié au YC de la Pointe Rouge, il participe également aux championnats Melges 24 et à quelques courses au large.

## Palmarès

### Championnat du monde
- Vice-champion du monde de match racing en 2008
- Champion du monde de Melges 24 en 2004
- champion du monde de J/80 2013
- champion du monde de MAXI 72 2017
- champion du monde de MAXI 72 2019
- champion du monde de MAXI WALLY 2008
- champion du monde de MAXI WALLY 2012
- champion du monde de MAXI WALLY 2014
- Vice-champion du monde de TP52 en 2015

### Championnat d'Europe
- Champion d'Europe de match racing
- Champion d'Europe de Melges 24

### Étapes du World Match Racing Tour
- Deuxième du Danish Open en 2008
- Vainqueur du Portugal Match Cup en 2008
- Vainqueur du Korea Match Cup en 2008
- Vainqueur du Danish Open en 2006
- N°1 Mondial World Match Racing Ranking 2007-2008

### Autres
- Barreur de K-Challenge pour l'America's Cup en 2009, 2008 et 2007 et tacticien en 2005
- Membre du team Areva Challenge pour l'America's Cup 2003
- Membre de l'équipe de France de Match Racing 1999-2009
- Champion de France de Match Racing 2000
- Champion de France Espoirs de Match Racing 1998
- Champion de France Espoirs équipage 1998
- Champion de France Espoirs dériveur solitaire 1997
- 6e de la Transat Jacques Vabre avec Kito de Pavant en 2007
- 4e de la Transat Jacques Vabre avec François Gabart en 2011
- Vainqueur de la Transat Jacques-Vabre 2015 avec Vincent Riou (catégorie IMOCA)

## Distinction
- RMC Sport Awards de la victoire de l'année 2015[1].
- Nommé au titre de Marin de l'Année de la FFVoile 2008